# Nagytalmács

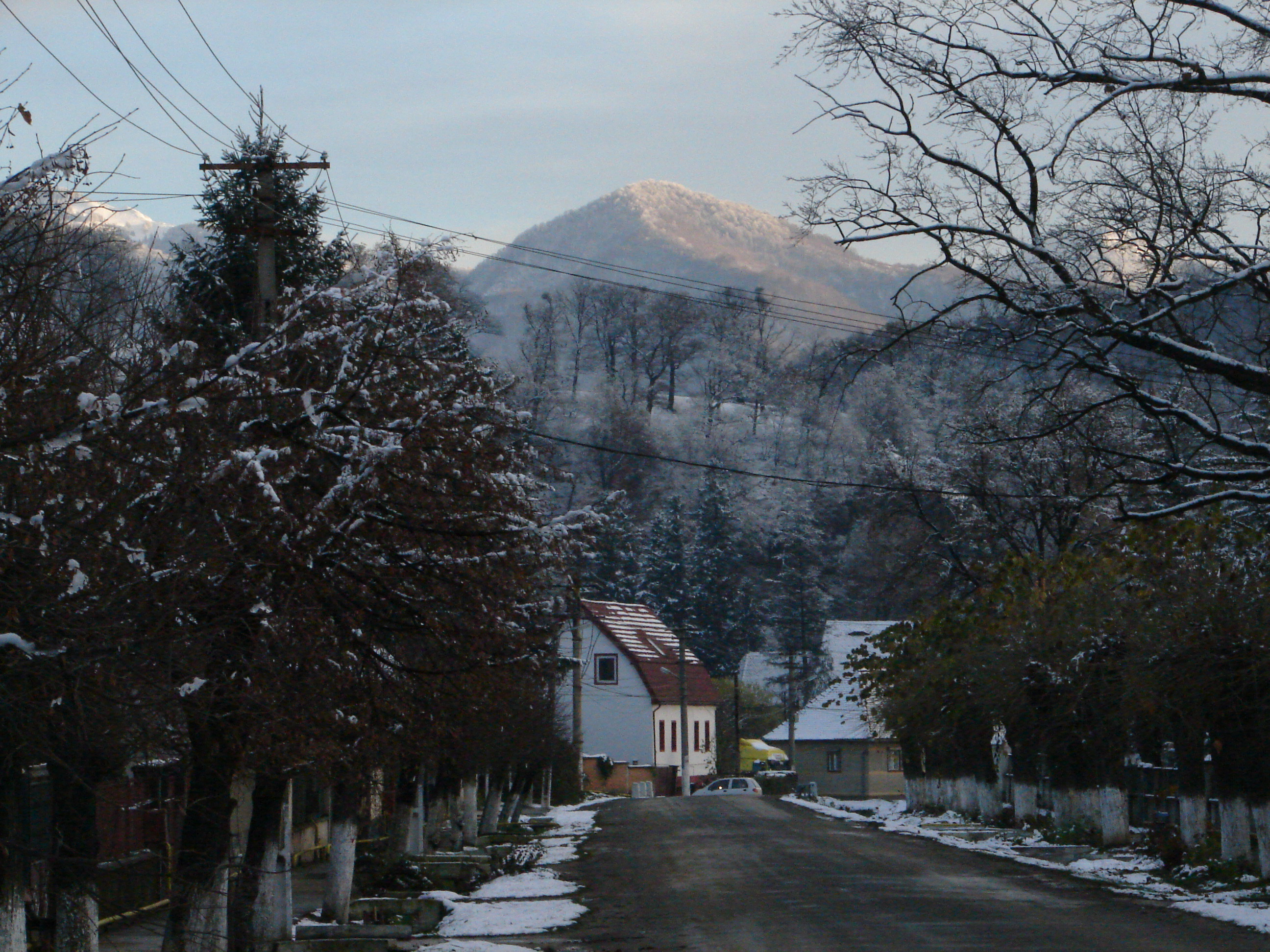

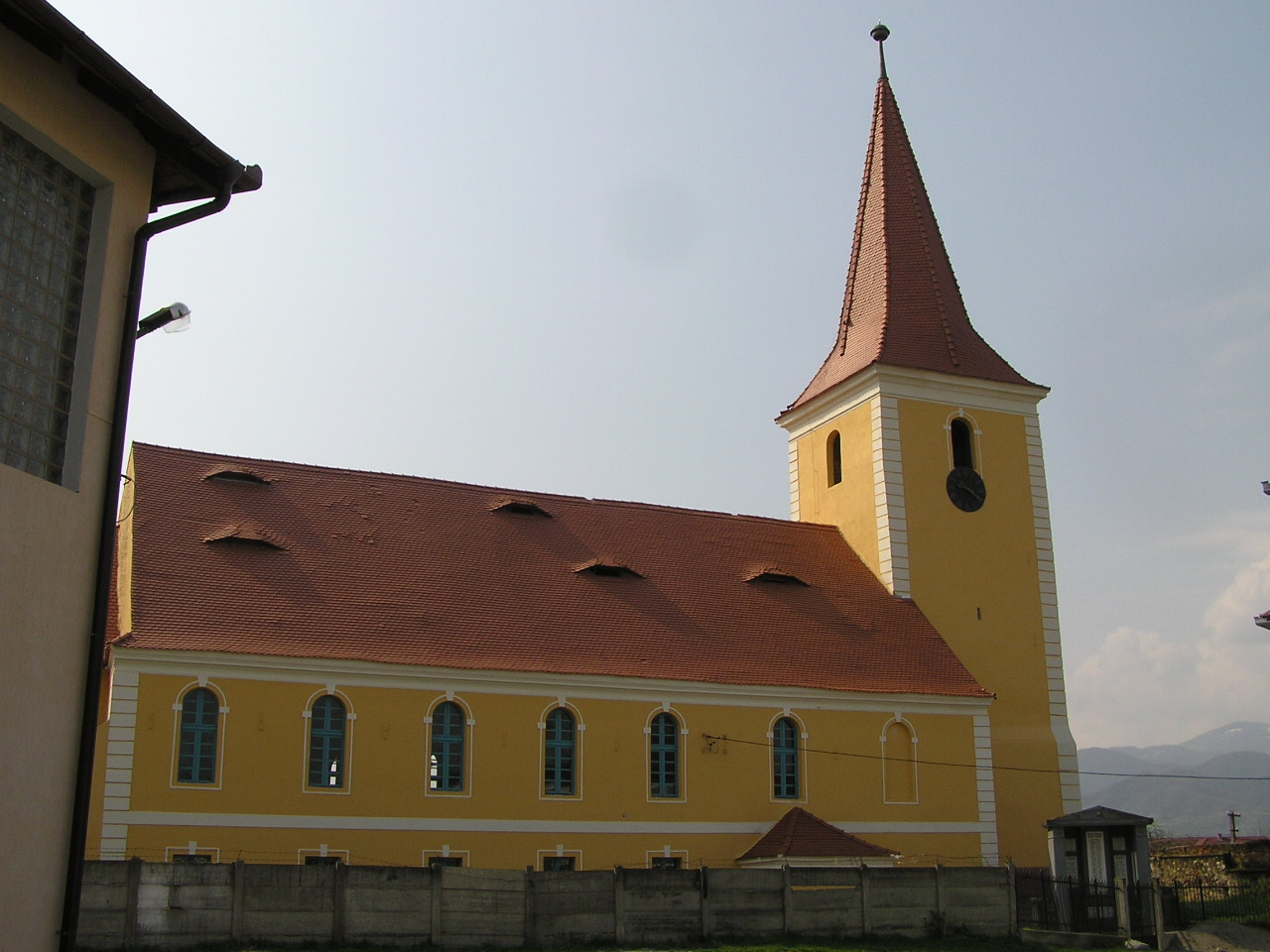
Az evangélikus templom

Nagytalmács (románul Tălmaciu, németül Talmesch) város Romániában, Szeben megyében.

## Fekvése
Nagyszebentől 12 km-re délkeletre, a Szeben folyó és a Cód patak összefolyásánál fekszik.

## Nevének eredete
Neve valószínűleg a Tolmács besenyő törzsnévből való. 1318-ban Tholmach, 1335-ben Tholmas, 1342-ben Talmacz, 1429-ben Talmucz, 1480-ban Talmysz, 1503-ban Thalmak, 1854-ben Nagy Talmács, Gross-Talmatsch és Talmaciu néven említették.

## Története
Talmács eleinte besenyők által lakott település lehetett, melyet még 955 után telepítettek le itt az akkori gyepüvonal védelmére. Később a valószínűleg a tatárjárás alatt elnéptelenedett településre szászokat telepítettek le. Ők lettek Talmács új alapítói. 1369-ben civitasnak írták. 1453 után a kialakuló Talmácsszék székhelyévé és egyetlen szász lakosságú településévé vált. Evangélikus lelkésze, Johannes Lebel 1559-ben De oppido Thalmud, genannt Thalmus címmel latin nyelvű eposzt írt Nagytalmács állítólagos alapításáról. Eszerint az első talmácsiak a Második Templom lerombolása után Dacia provinciában letelepedő zsidók voltak, a hely valódi neve pedig Talmud. Evangélikus egyháza 1766-ban 170 férfit és 186 asszonyt számlált. 1876-ban csatolták Szeben vármegyéhez, majd 1879-ben ide helyezték át a nagydisznódi szolgabírói járás székhelyét. A korábbi mezőváros iparosodása 1924-ben a fonoda alapításával kezdődött. A gyár 1936-tól lakásokat épített saját munkásainak. Ekkor helyezték ide az első állandó ortodox papot is, kevés román lakója korábban a kistalmácsi templomot látogatta. 1948-ban közigazgatásilag hozzácsatolták Bojcát és Kistalmácsot. A szocializmus éveiben lakótelepet építettek, ahová többek közt moldvaiak és olténiaiak költöztek be. Szász lakossága közben Németországba vándorolt. 1989-ben kapott városi címet. A 2000-es években két új lakónegyede épült, egyik az északi, a másik a délnyugati peremén. 2004-ben a Vöröstoronyi-szoros településeivel együtt, önálló községként kivált belőle Bojca.
1850-ben 586 lakosából 463 volt német és 111 cigány nemzetiségű; 459 evangélikus és 116 ortodox vallású.
1910-ben 1284 lakosából 760 volt német, 224 román, 183 magyar, 52 ruszin, 35 főleg lengyel és 25 szlovák anyanyelvű; 696 evangélikus, 229 római katolikus, 150 ortodox, 117 görögkatolikus, 62 református és 29 unitárius vallású. (A népszámlálás adatai annyiban nem festenek reális képet, hogy az állandóan itt letelepedetteken kívül magukba foglalják a Magyar–Olasz Erdőipar Rt. ideiglenesen Feltrinellitelepen működő fűrészüzemének munkásait is.)
2002-ben 5615 lakosából 5394 volt román, 103 cigány, 76 német és 32 magyar nemzetiségű; 5297 ortodox, 62 evangélikus, 49 evangéliumi keresztény és 31 római katolikus vallású.

## Testvérvárosa
- Vitré, Franciaország

## Gazdasága
- Legrégebbi ipari üzeme az 1924-ben alapított Românofir, az egyetlen cérnagyár Romániában.[5] 1923-ban alapították mint posztógyárat, 1926 óta gyárt cérnát. 2005-ben négyszáz dolgozója volt.[6]
- fafeldolgozó üzem[7]
- francia tulajdonú, autóberendezéseket előállító gyár
- kenyérgyár
- ásványvíz-palackozó

## Oktatás
- Johannes Lebel Közgazdasági Iskolacsoport

## Látnivalók

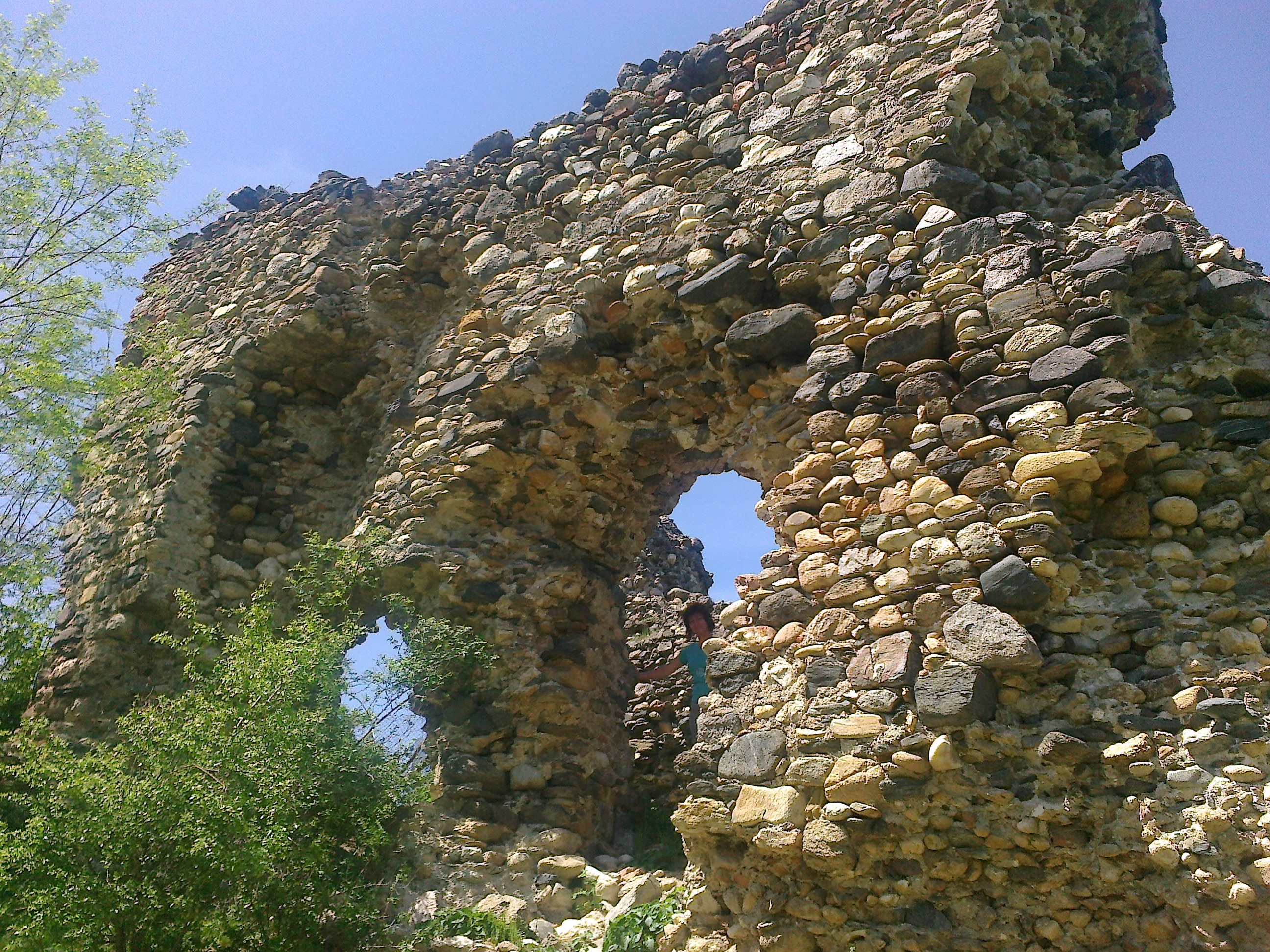
A talmácsi vár

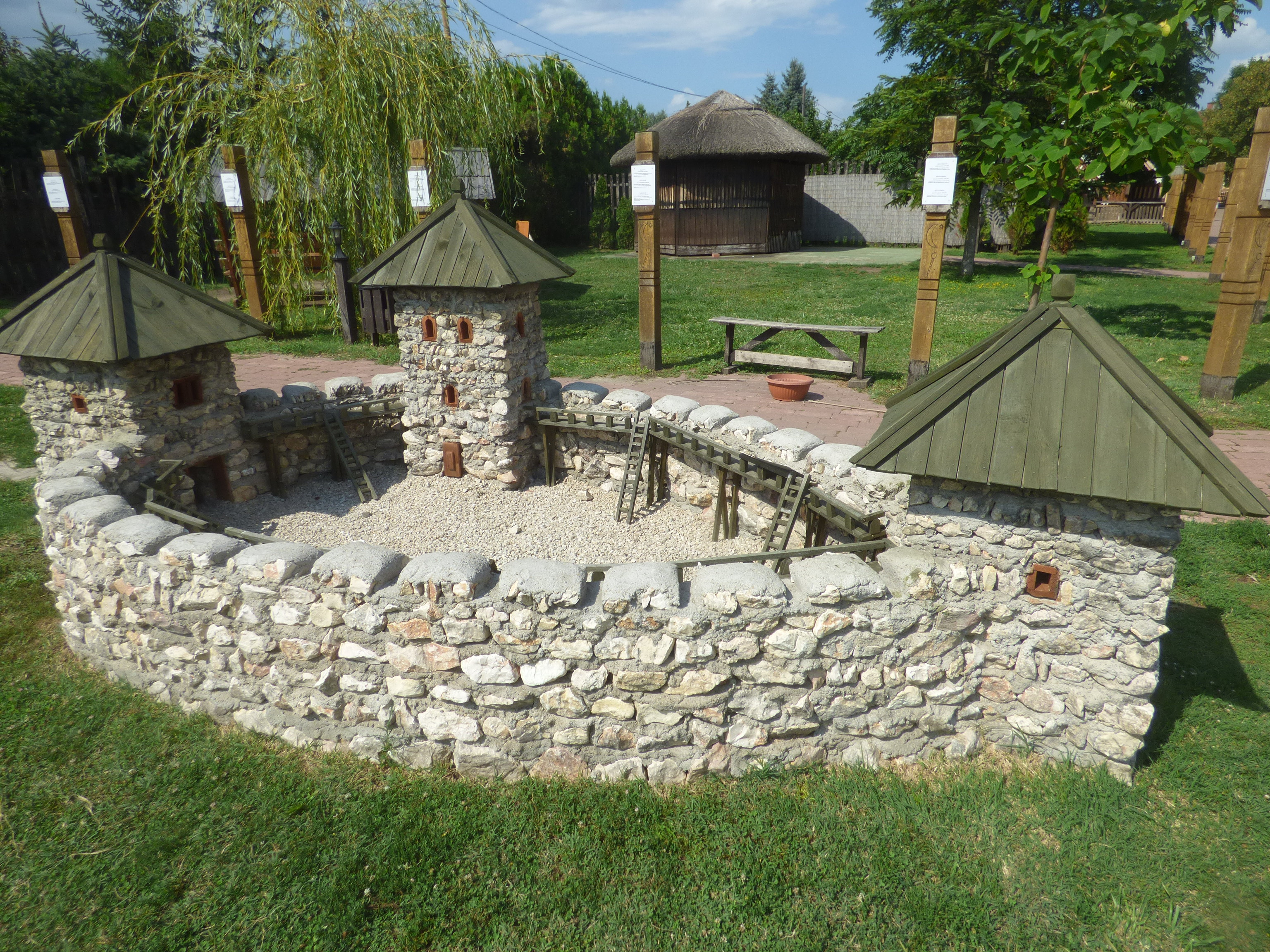
A vár makettje a dinnyési Várparkban

- A várostól délkeletre emelkedő, 591 m magas hegyen áll a Vöröstoronyi-szoros északi bejáratát őrző talmácsi vár (Landeskrone) romja. 1370-ben már befejezés előtt állt, 1376-ra pedig már felépült. Nagytalmáccsal együtt Fehér vármegyéhez és egyben az erdélyi vajdához tartozott 1453-ig, amikor V. László a már romos erődítményt a Szász Universitashoz csatolta, de egyben elrendelte lerombolását. A szászok valószínűleg nem teljesítették a feltételt, mert 1535-ben Majláth István fegyverrel foglalta el a Ferdinánd-párti nagyszebeniektől. 1539-ből való róla az utolsó adat, amikor Nagyszeben kétezer forintért visszaváltotta. Az ovális, 100 × 45 méteres alaprajzú várból a keleti kaputoronynak és a két déli toronynak állnak számottevő töredékei.
- A Suvara Sașilor növénytani értékei miatt védett terület Nagytalmács és Cód között, a Cód patak felett található, egy húsz hektár kiterjedésű teraszon. A terület kőzettanilag muszkovitpalából, paragneiszből, elszórtan amfibolitból és migmatitból épül föl. Fűz-, nyír- és égercsoportjai mellett rétekből áll, amelyek jellemző növénye a kékperje, ritkaságai pedig a bánsági kocsord, a kornistárnics, a réti kardvirág, a bánsági sáfrány, a szibériai nőszirom, a Bruckenthal-hanga és a serevényfűz.
- Késő gótikus eredetű evangélikus templomát 1520-ban erődítették, de 1829–31-ben, a templom újjáépítetésével egy időben várfalait nagyrészt lebontották. 2009-ben felújították.
- Evangélikus lelkészlak (Str. Nicolae Bălcescu 113; 1719-ben épült).
- Az északnyugatra emelkedő dombokon a 19. század elején tüzérségi ütegállásként épített földsáncok. Ezek feladata az lett volna, hogy belőlük a tüzérség ágyútűz alatt tarthassa a Vöröstoronyi-szoros felől érkező és a kiszélesedő síkságon rendeződő ellenséget.

## Híres emberek
- Itt született 1941-ben Adolf Armbruster történész.